# Wat Phrathat Doi Suthep
Le Wat Phrathat Doi Suthep Rat Wora Wihan (thaï วัดพระธาตุดอยสุเทพราชวรวิหาร), appelé plus simplement Wat Prathat Doi Suthep est un temple (wat) bouddhiste de la province de Chiang Mai, en Thaïlande. Il est désigné souvent sous le nom de « Doi Suthep », bien que Suthep soit en réalité le nom de la montagne sur laquelle il se trouve, doi signifiant « montagne » en thaï local. Situé à treize kilomètres au nord de la ville de Chiang Mai, il est un site sacré pour les bouddhistes thaïlandais. Depuis le temple, on a une vue impressionnante sur la ville de Chiang Mai, et le Wat Phrathat Doi Suthep demeure toujours une destination très populaire auprès des visiteurs étrangers.
Le temple bouddhiste de Wat Prathat Doi Suthep et le palais Bhubing , la résidence d'hiver de la famille royale, sont situés dans le parc national de Doi Suthep-Pui.

## Histoire

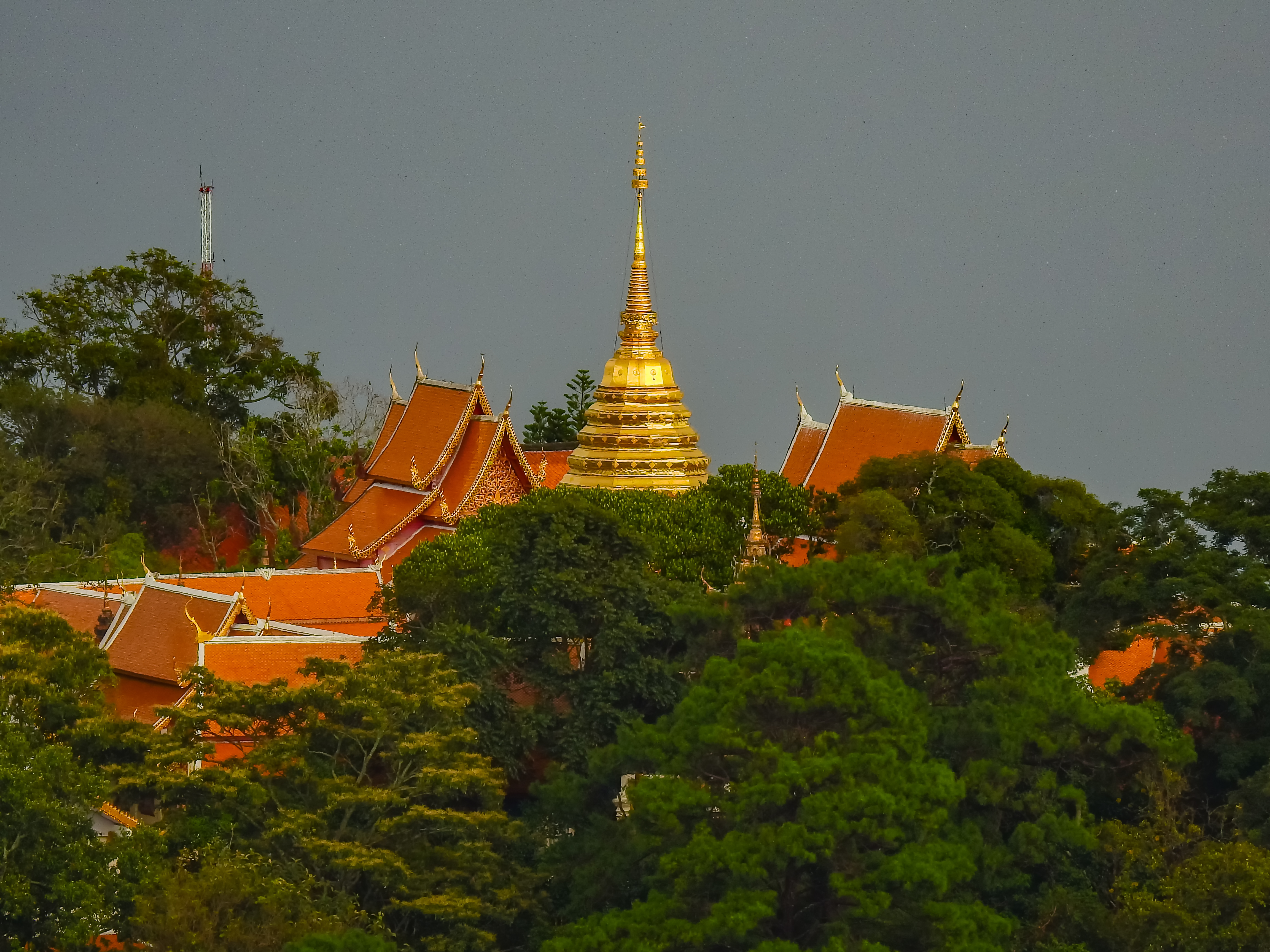
Temple de Doi Suthep, avec son chedi (stupa) principal et ses sanctuaires.

La fondation originale du temple demeure une légende, dont il existe diverses versions. Le temple aurait été fondé en 1383 quand un premier chedi (stupa) de 8 mètres de haut a été construit. 
La plupart des bâtiments et des statues datent du XVIe : l'escalier aux  nāgas (1557,), la galerie couverte ("cloitre") et deux wihans maintes fois restaurés, le chedi principal remanié avec ses 24 mètres de haut et sa base de 12 mètres de large..., Ensuite plusieurs sanctuaires y ont été ajoutés. La route qui y mène a été construite en 1935 par des fidèles menés et dirigés par un bonze local.

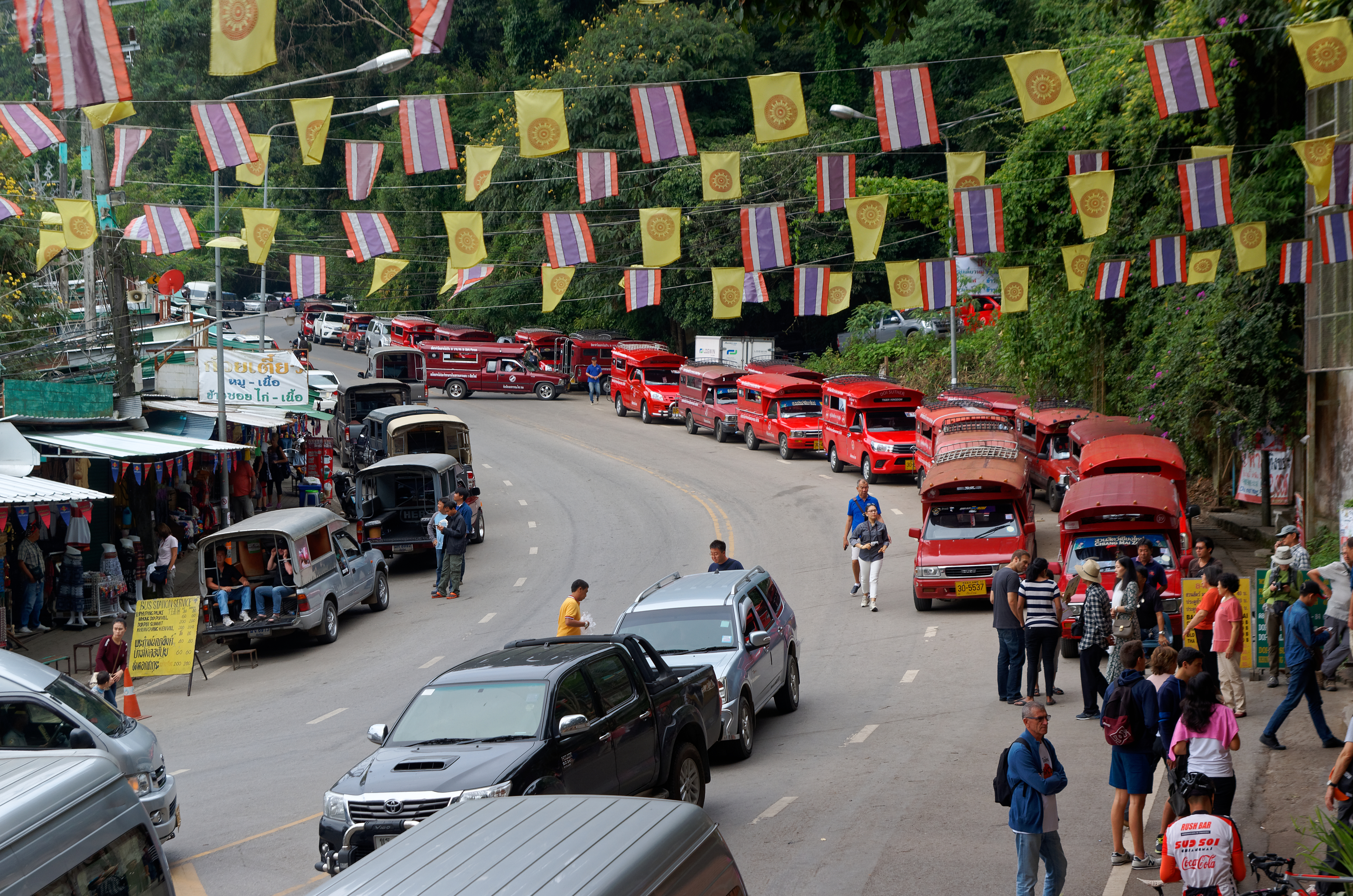
Sur la route de Wat Phrathat Doi Suthep, le 6 novembre 2017.

### Légende de l'Éléphant blanc

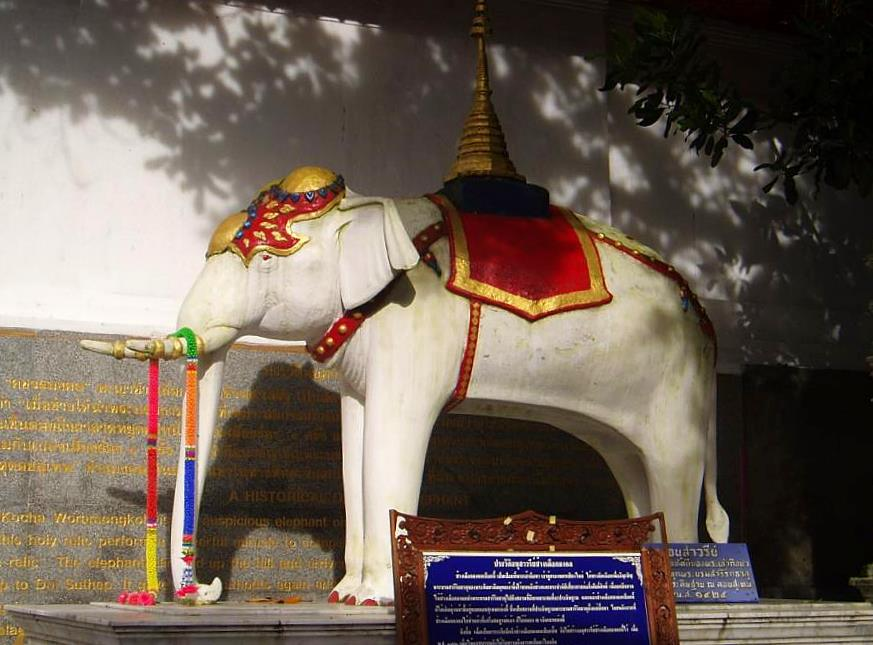
L'éléphant blanc de la légende.

Selon la légende, un moine bouddhiste de Sukhothai du nom de Sumanathera a vu en rêve un dieu qui lui disait d'aller rechercher une relique de Bouddha à Pang Cha. Sumanathera se rendit sur place et trouva un os, que beaucoup pensent être un os de l’épaule de Bouddha. La relique montra des pouvoirs magiques : elle rougeoyait, elle pouvait disparaître, se déplacer et se dupliquer. Sumanathera l'a apportée au roi de Sukhothai, le Dharmma-raja.
Le Dharmmaraja a fait alors des offrandes et une cérémonie pour l'arrivée de Sumanathera. Cependant, la relique n'a alors rien révélé de particulier ou d'anormal, si bien que doutant de son authenticité, le roi dit à Sumanathera qu’il pouvait la garder.
Cependant, le Roi Nu Naone du royaume de Lanna entendit parler de la relique et proposa au moine bouddhiste de la prendre. En 1368, avec la permission du Dharmmaraja, Sumanathera emporta la relique dans l'actuelle localité de Lamphun, au nord de la Thaïlande. La relique s’est alors apparemment dédoublée, si bien qu'on a eu l'originale et une autre de plus petite taille. Cette dernière fut enchâssée dans un chedi du Wat Suan Dok, tandis que l'originale fut chargée par le roi sur le dos d'un éléphant blanc qui fut ensuite relâché dans la jungle. L'éléphant escalada alors le Doi Suthep, qui fut dès lors appelé Doi Aoy Chang « (montagne de l'éléphant de sucre »), et il barrit trois fois puis s'écroula, mort, ce qui fut interprété comme un signe : le Roi Nu Naone  ordonna donc de bâtir un temple à l'emplacement où l'animal était mort.

## Wat Doi Suthep

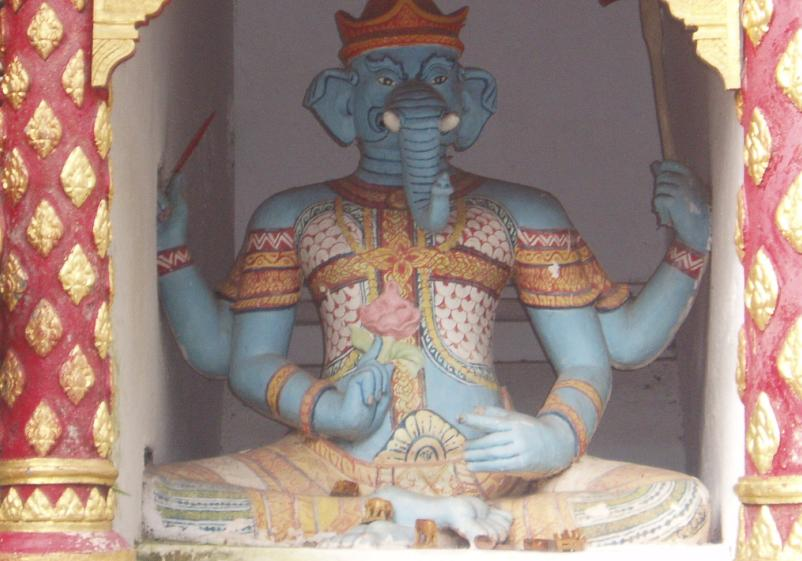
Statue de Ganesh au Wat Doi Suthep.

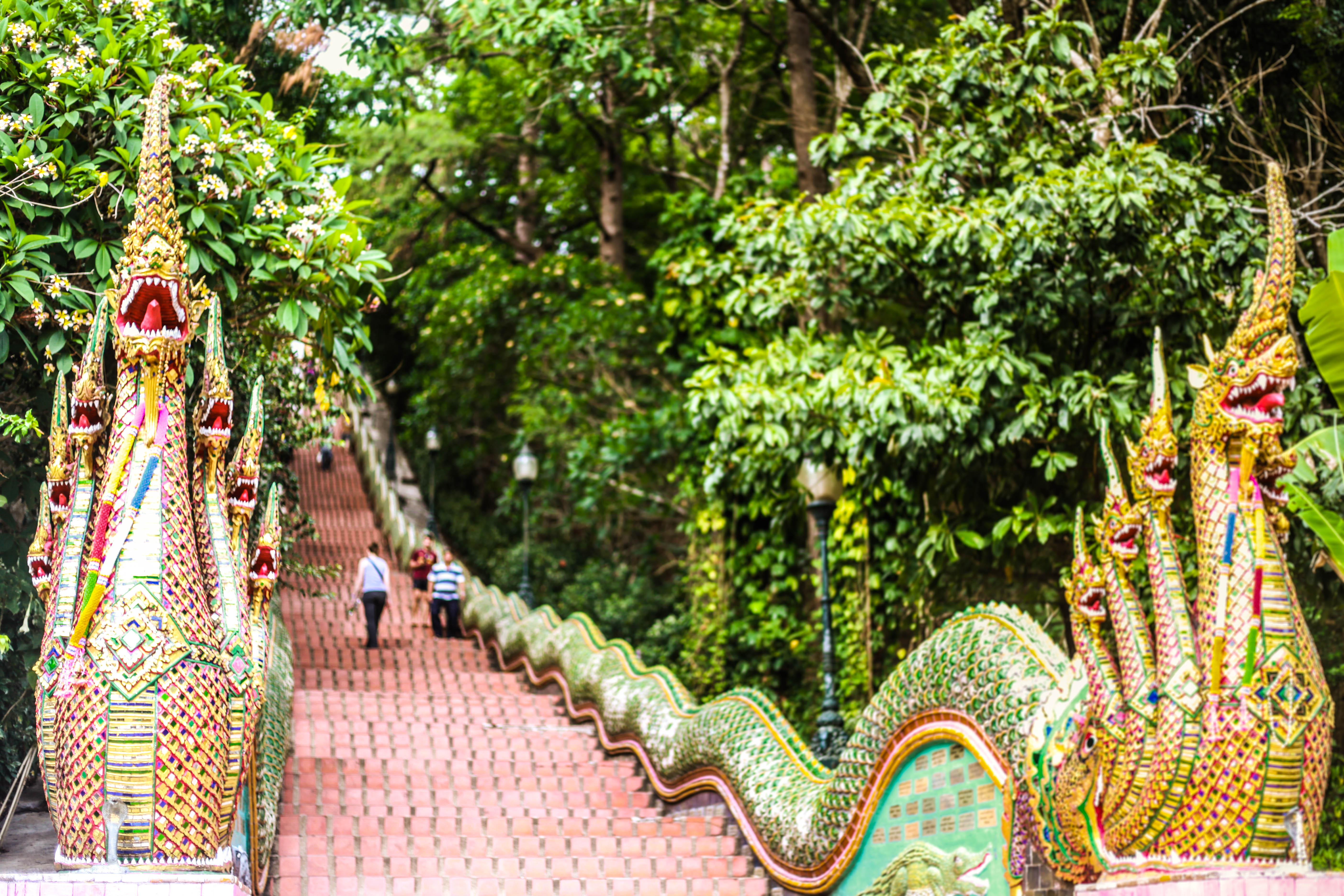
Le célèbre escalier monumental aux nagas et ses 306 marches menant au temple Wat Prathat Doi Suthep.

Le Wat Doi Suthep est construit sur les flancs boisés de la montagne à une altitude de 1000 mètres et il domine de 600 mètres la plaine du bassin de Chiang Mai, raison pour laquelle il offre une vue imprenable sur la ville de Chiang Mai à partir d’un des côtés du temple.
Le wat peut être atteint depuis Chiang Mai par la route. Les visiteurs et les fidèles peuvent accéder au temple en gravissant l'escalier aux nāgas qui compte 306 marches ou prendre un funiculaire.
Le chedi original, plaqué de cuivre, est l'élément le plus sacré du temple. Sur le site se trouvent aussi des wihans (salles d'assemblée ouvertes à tous), un ubosot (salle d'assemblée réservée au bonzes et novices), des statues et des cloches. À côté des éléments bouddhistes, on peut découvrir quelques références à l'hindouisme, comme par exemple une statue du dieu hindou Ganesh.  Le temple présente des éléments bouddhistes et hindouistes. On y trouve aussi une copie du Bouddha d'émeraude.

## Galerie de photos

Accès au temple par le funiculaire ou l'escalier aux nagas
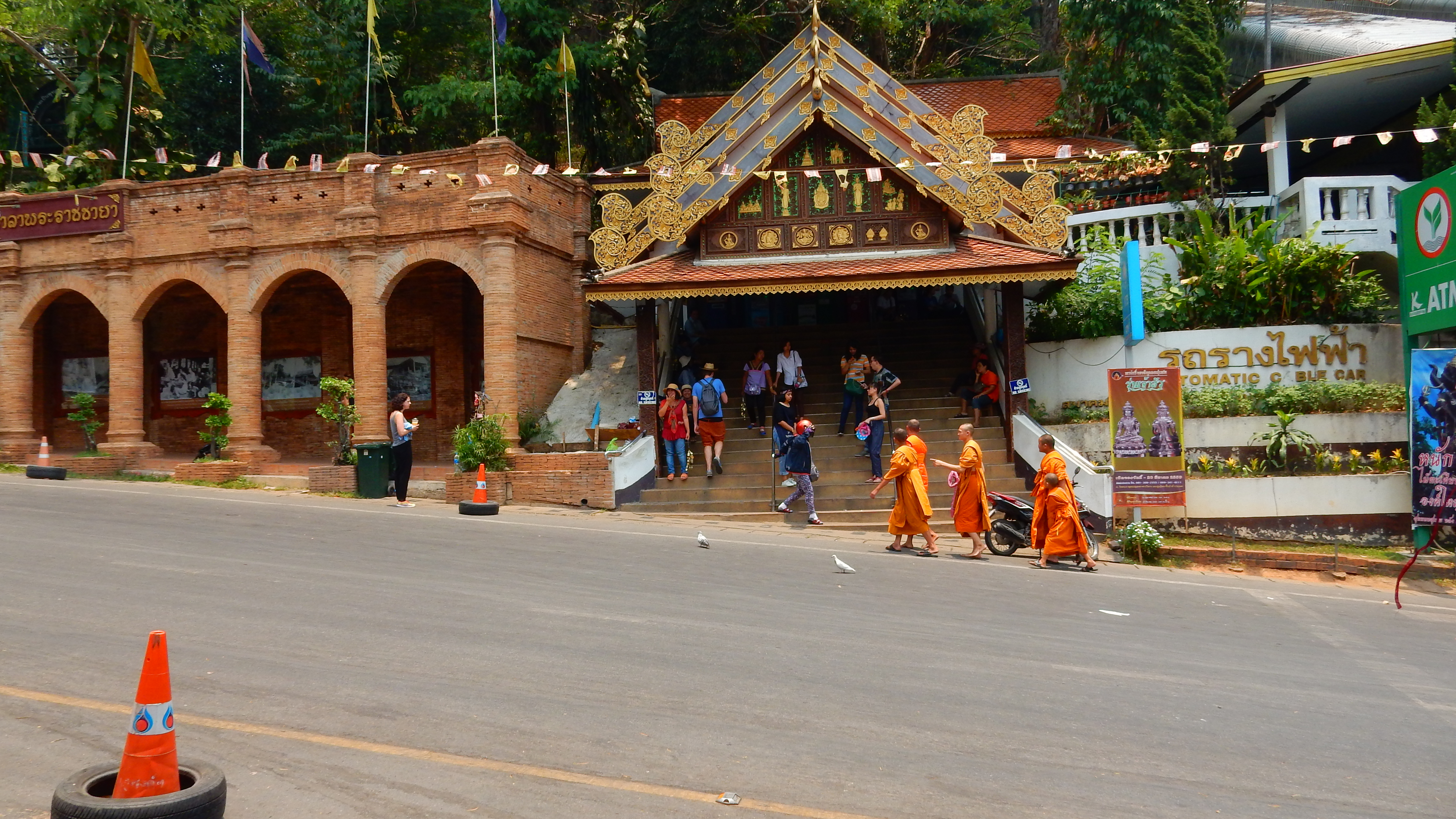
Départ du funiculaire.
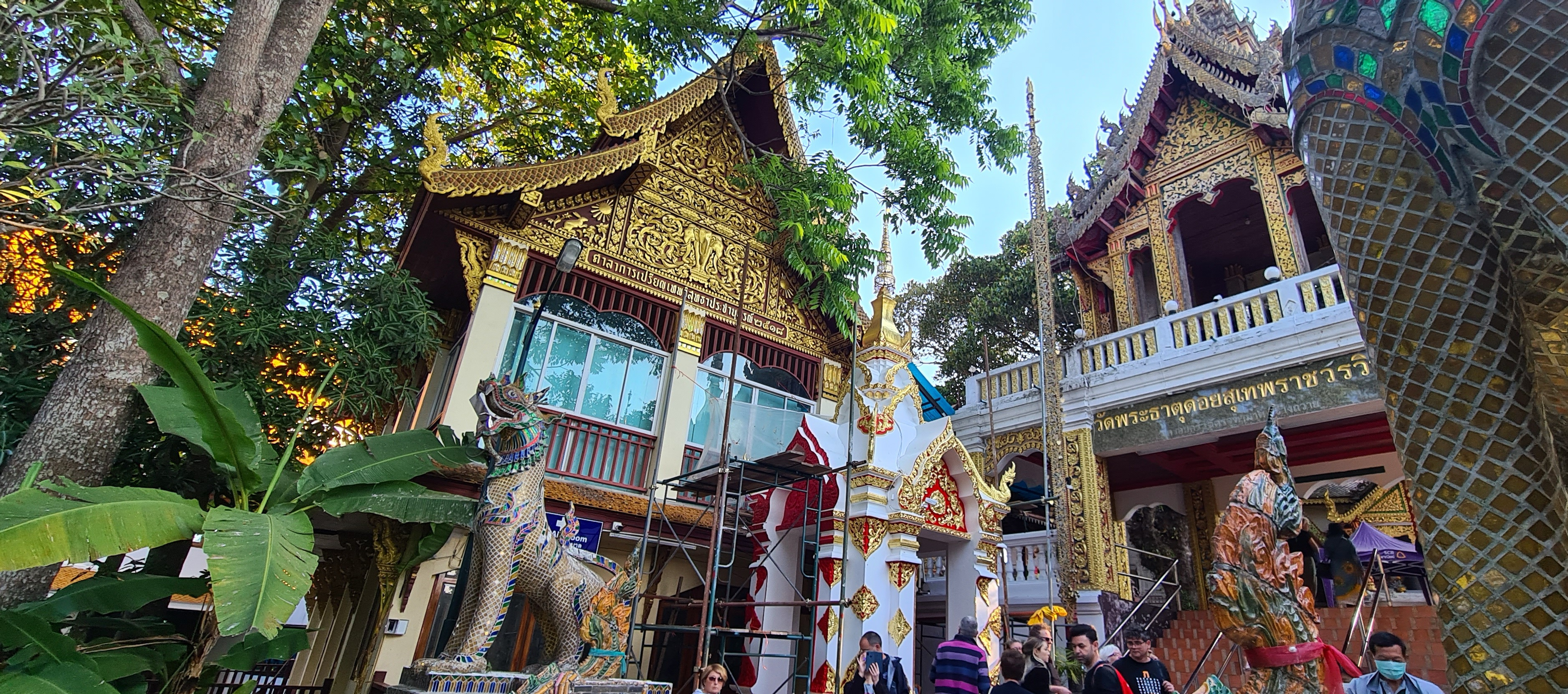
Sala et entrée du temple.
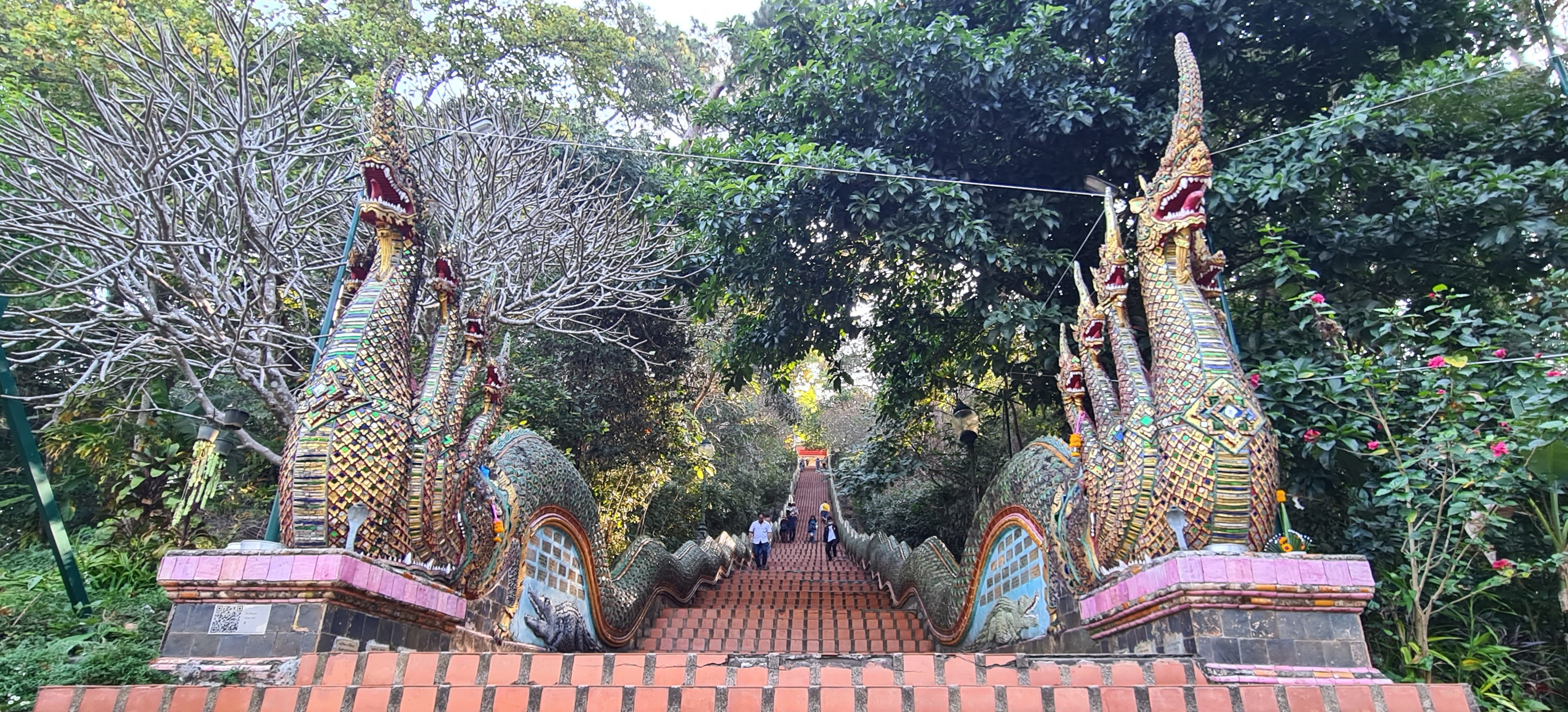
Les nâgas qui encadrent l'escalier.
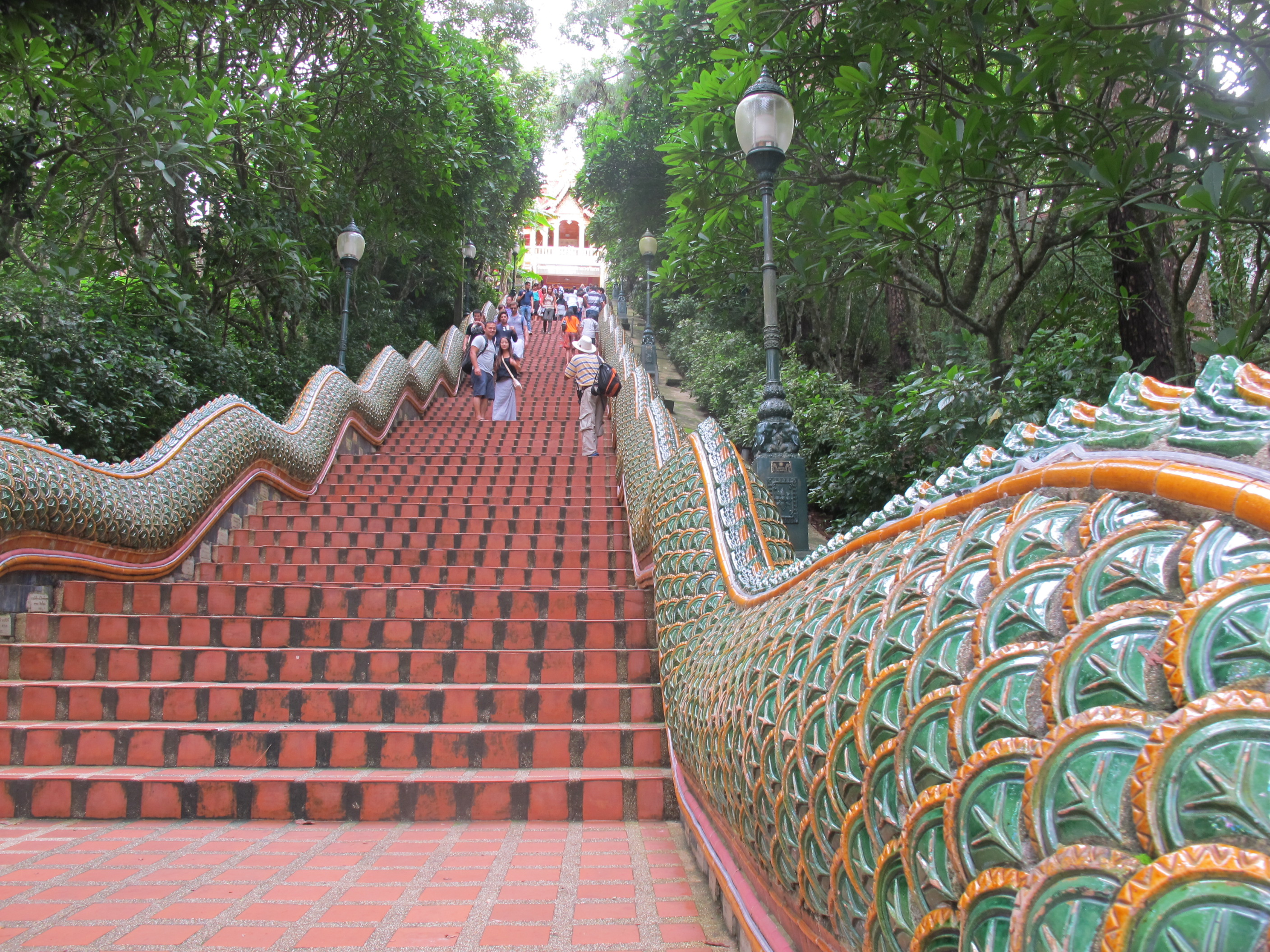
L'escalier aux nagas et l'accès au site du temple.
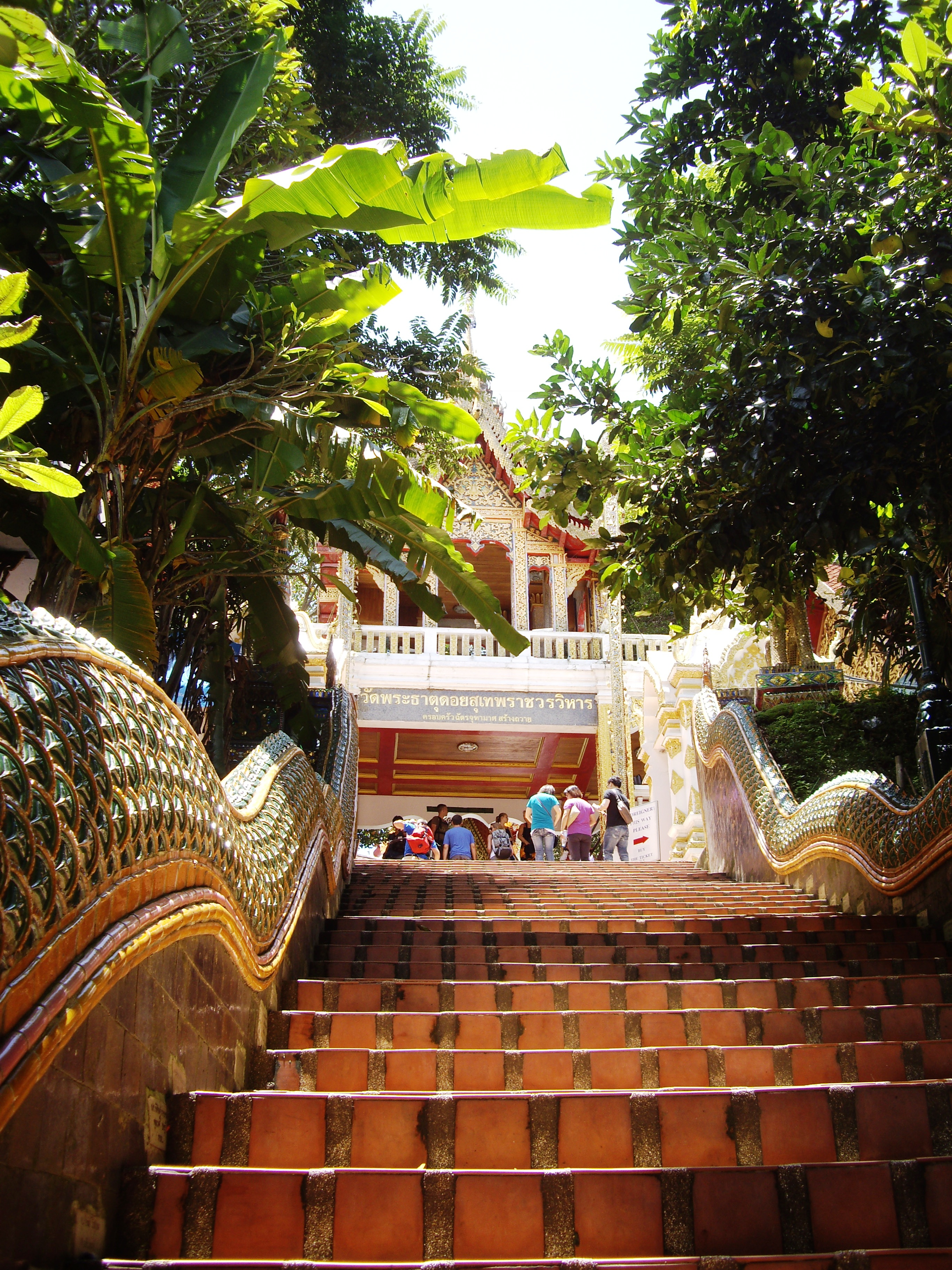
Arrivée à l'esplanade du temple.

Temple bouddhiste Wat Phra That Doi Suthep
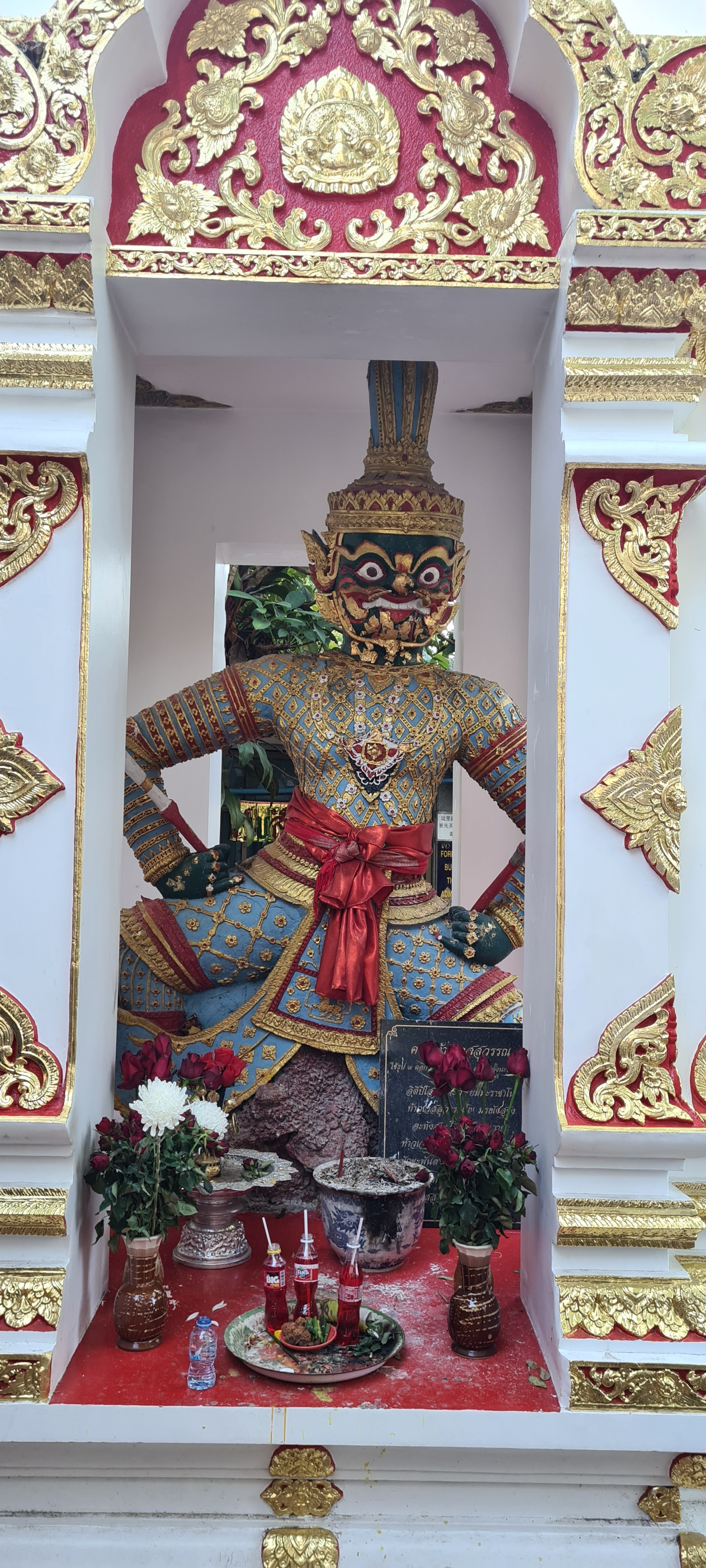
Yaksa protégeant le temple.
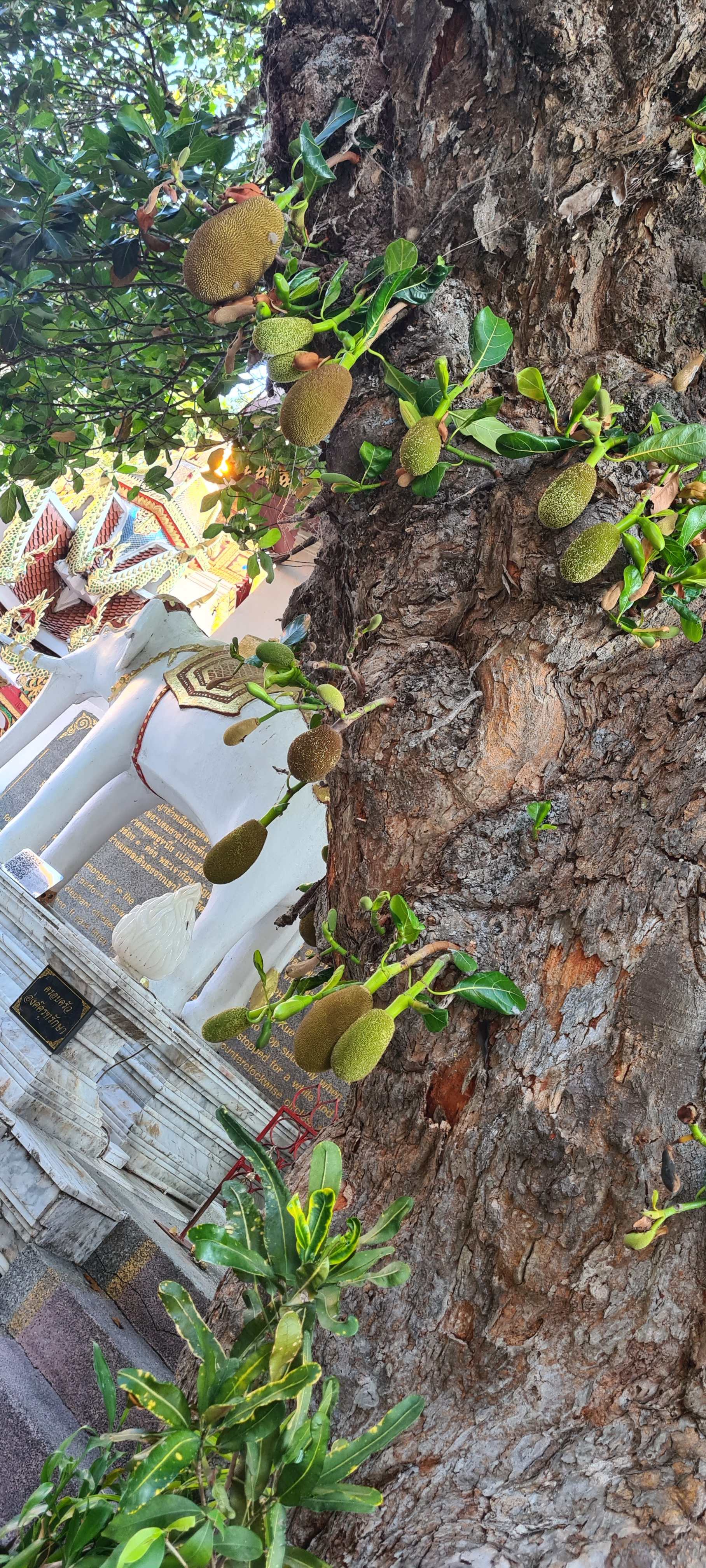
Jacquier et ses fruits, avec derrière une statue de l'éléphant blanc.
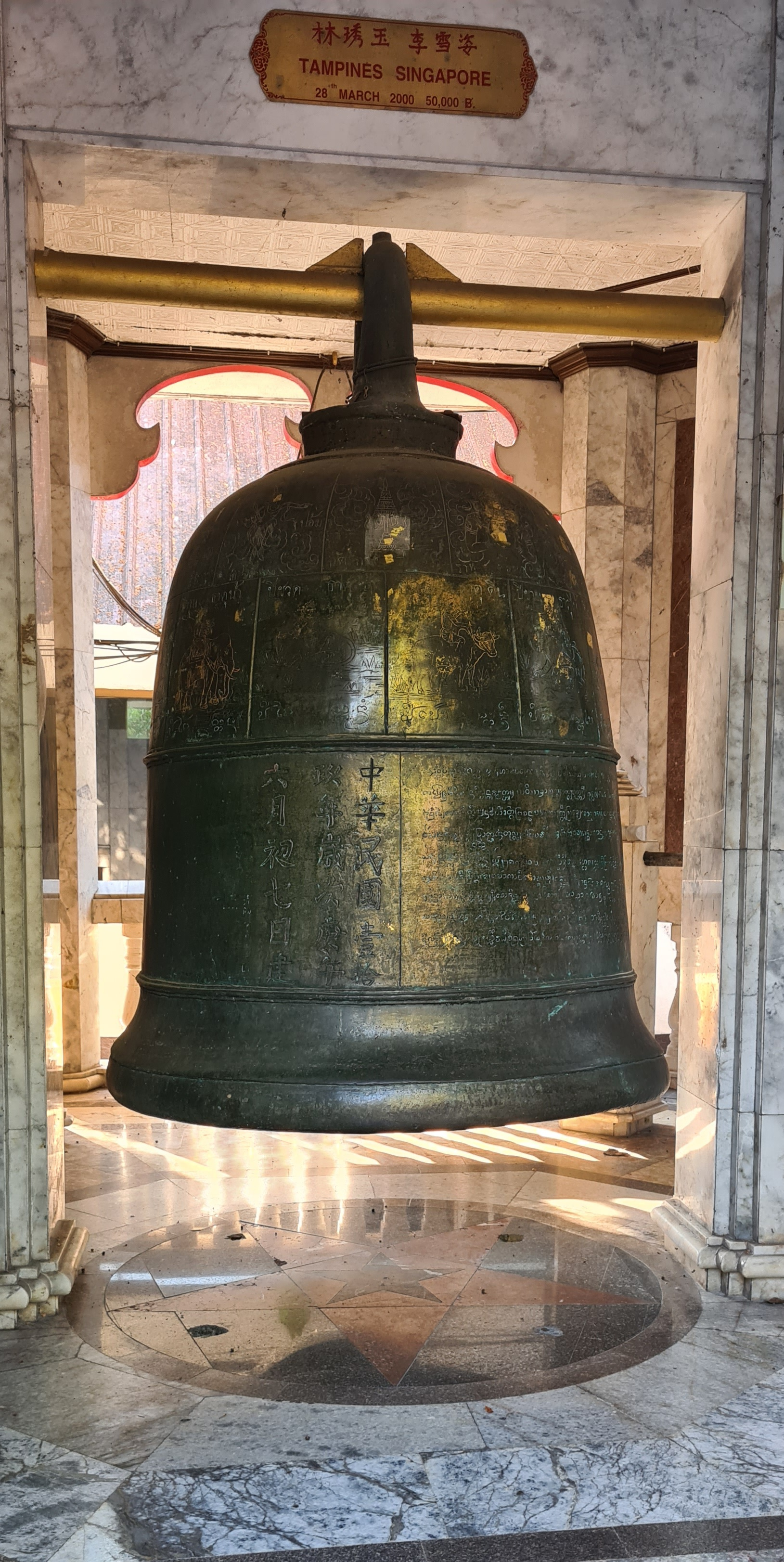
Grosse cloche offerte au temple par Singapour en 2000.
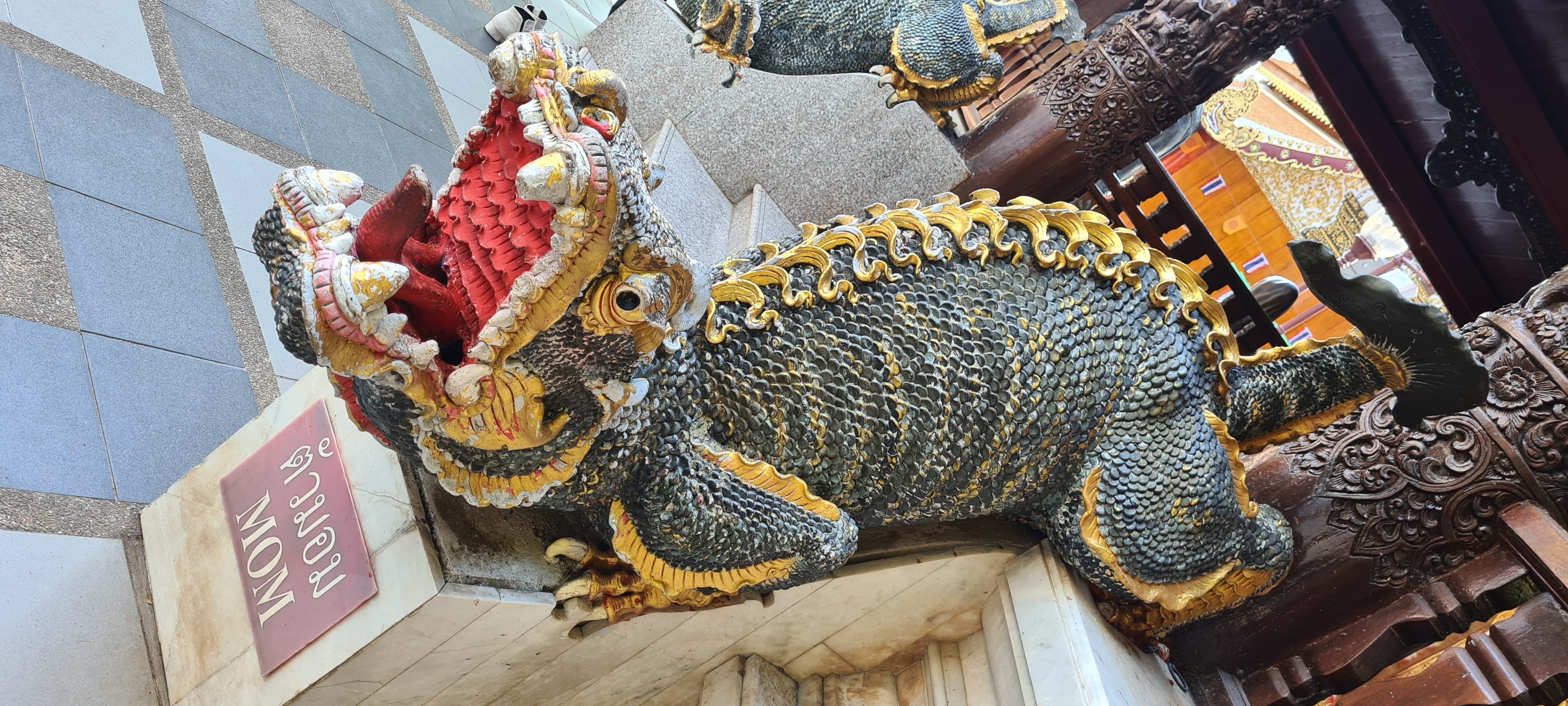
Créature mom protégeant l'entrée d'un wihan en bois.
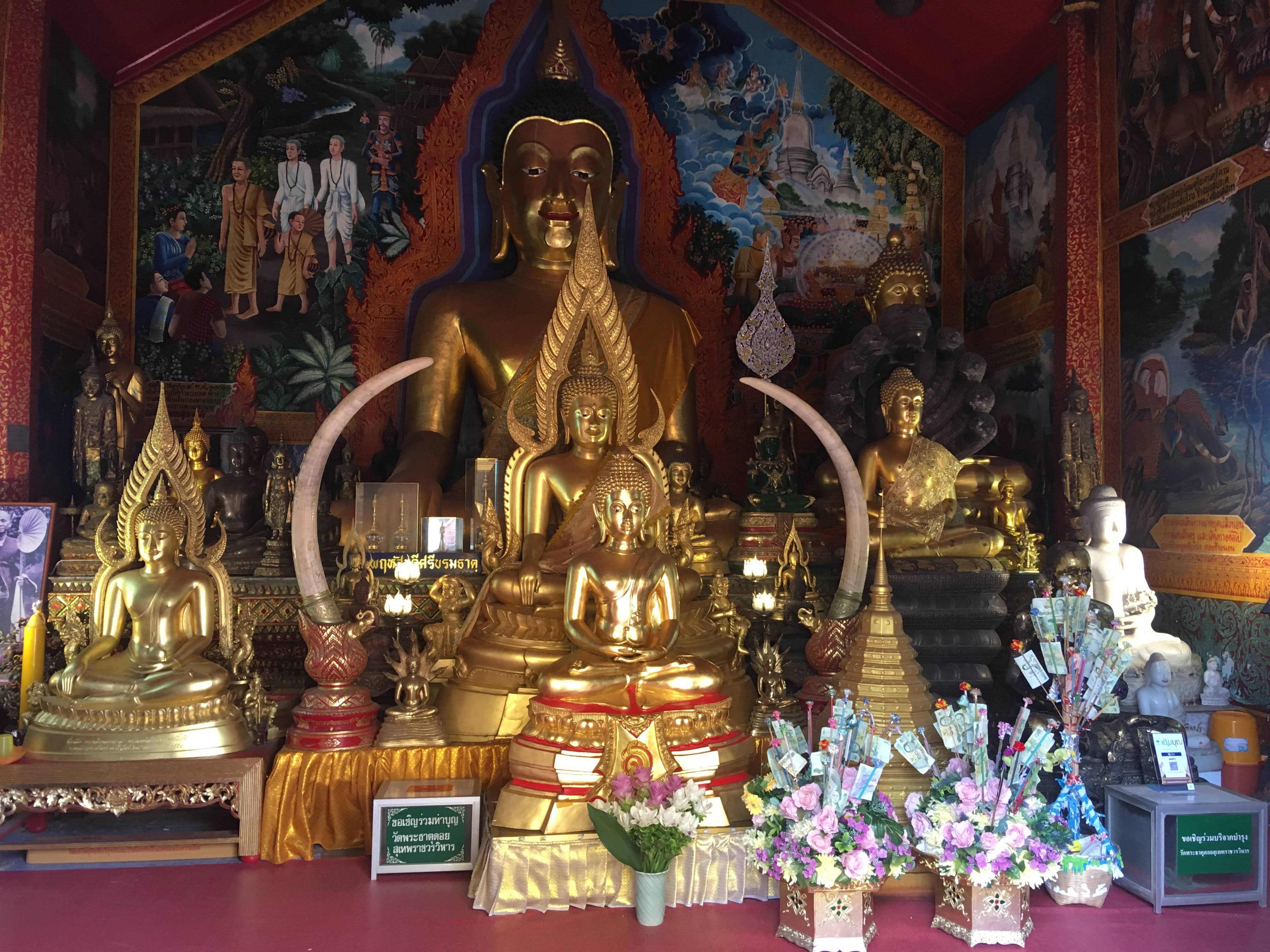
Intérieur d'un Wihan secondaire, salle d'assemblée ouverte à tous (bonzes et non-bonzes).
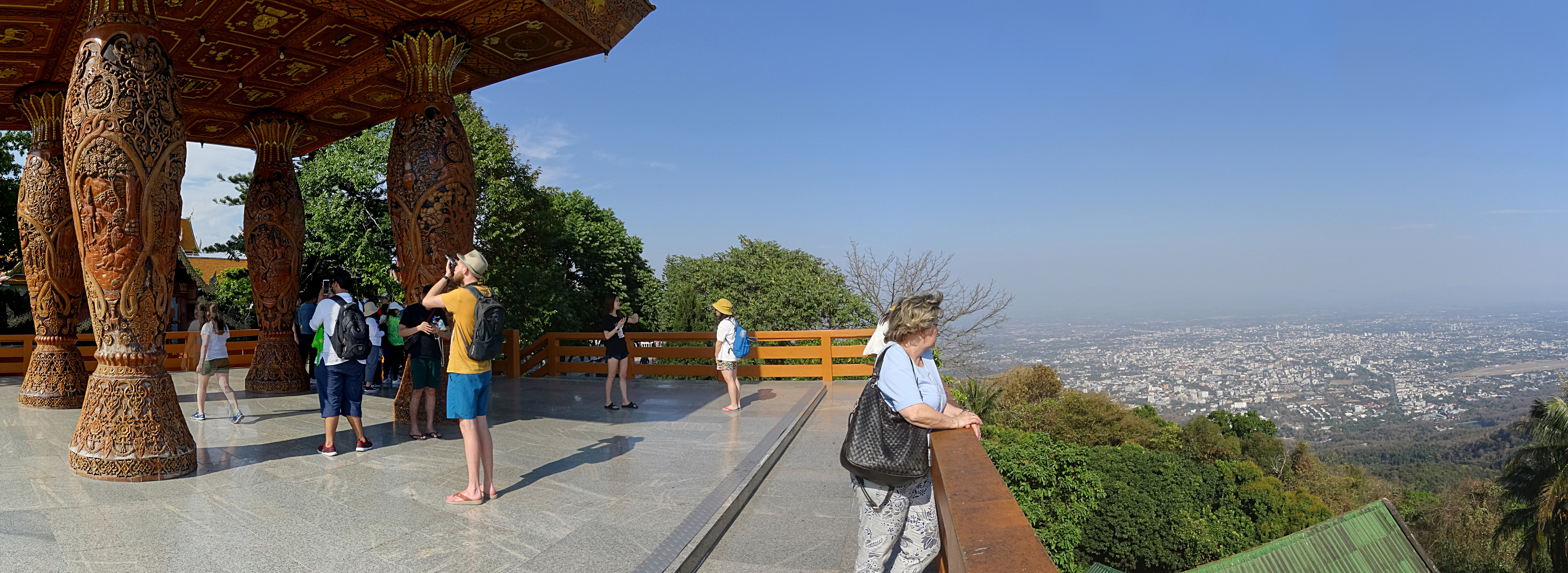
Vue sur Chiang Mai depuis le temple.
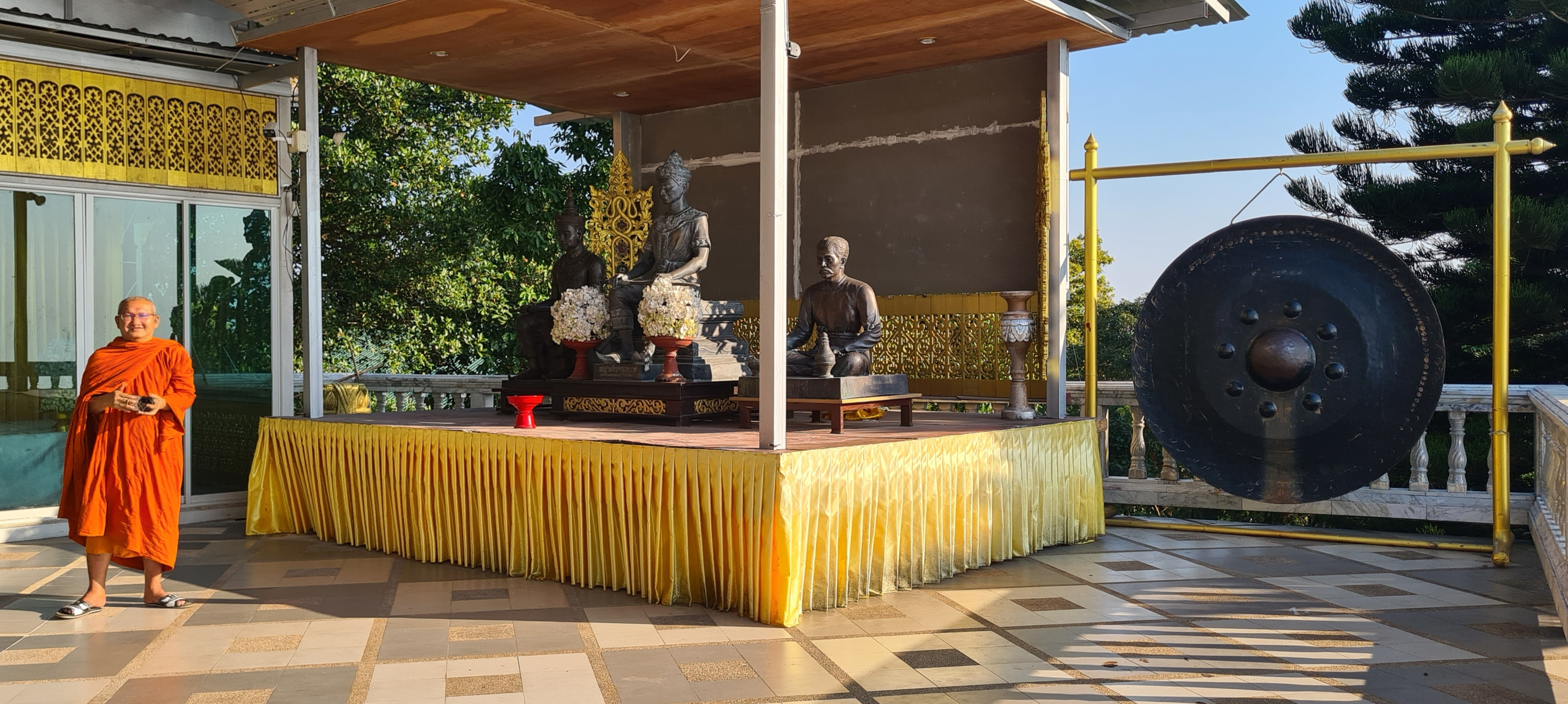
Moine bouddhiste devant un autel et un gong.
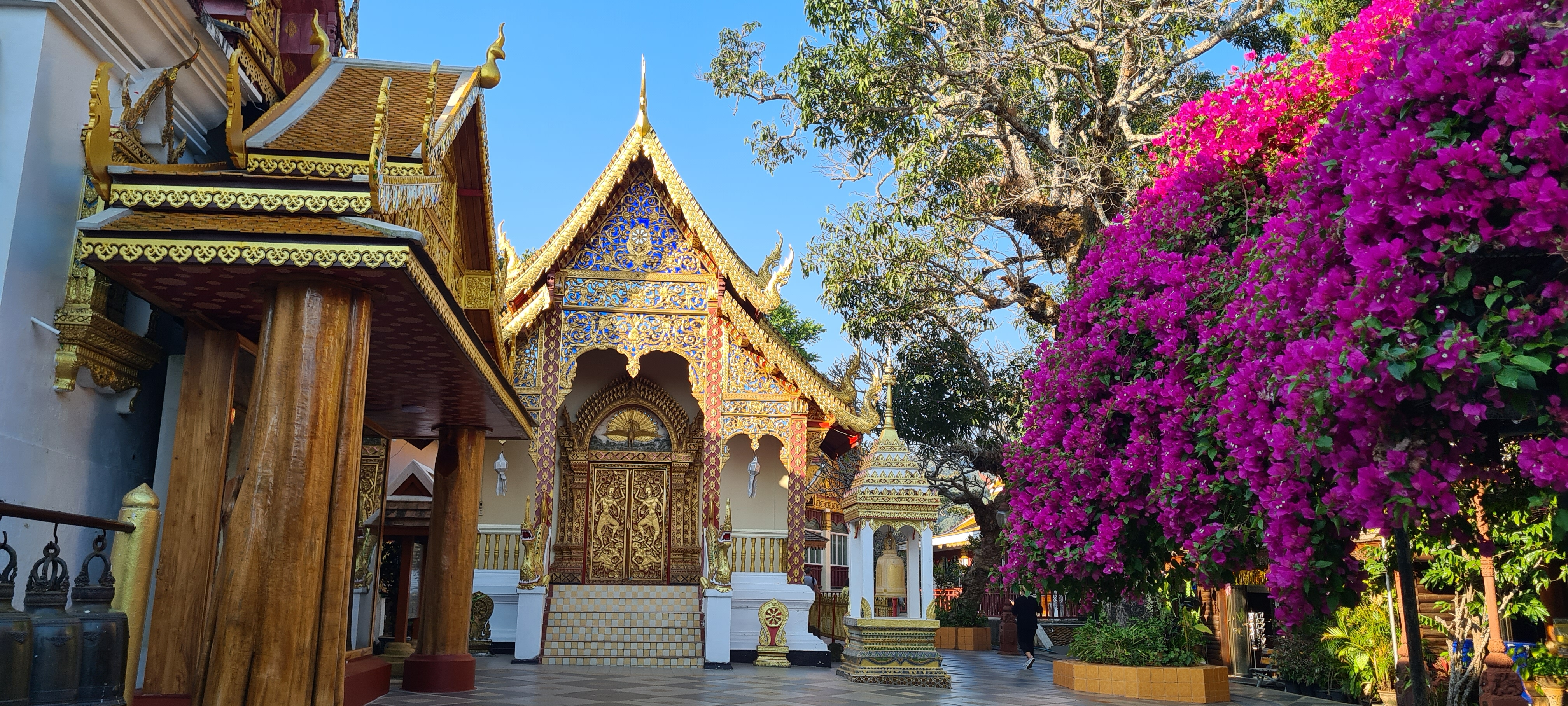
Ubosot, salle d'assemblée réservée aux bonzes et novices, et bougainvillier en fleurs.

Le cœur du temple constitué du Chedi principal et du Wihan principal, entouré par une galerie couverte
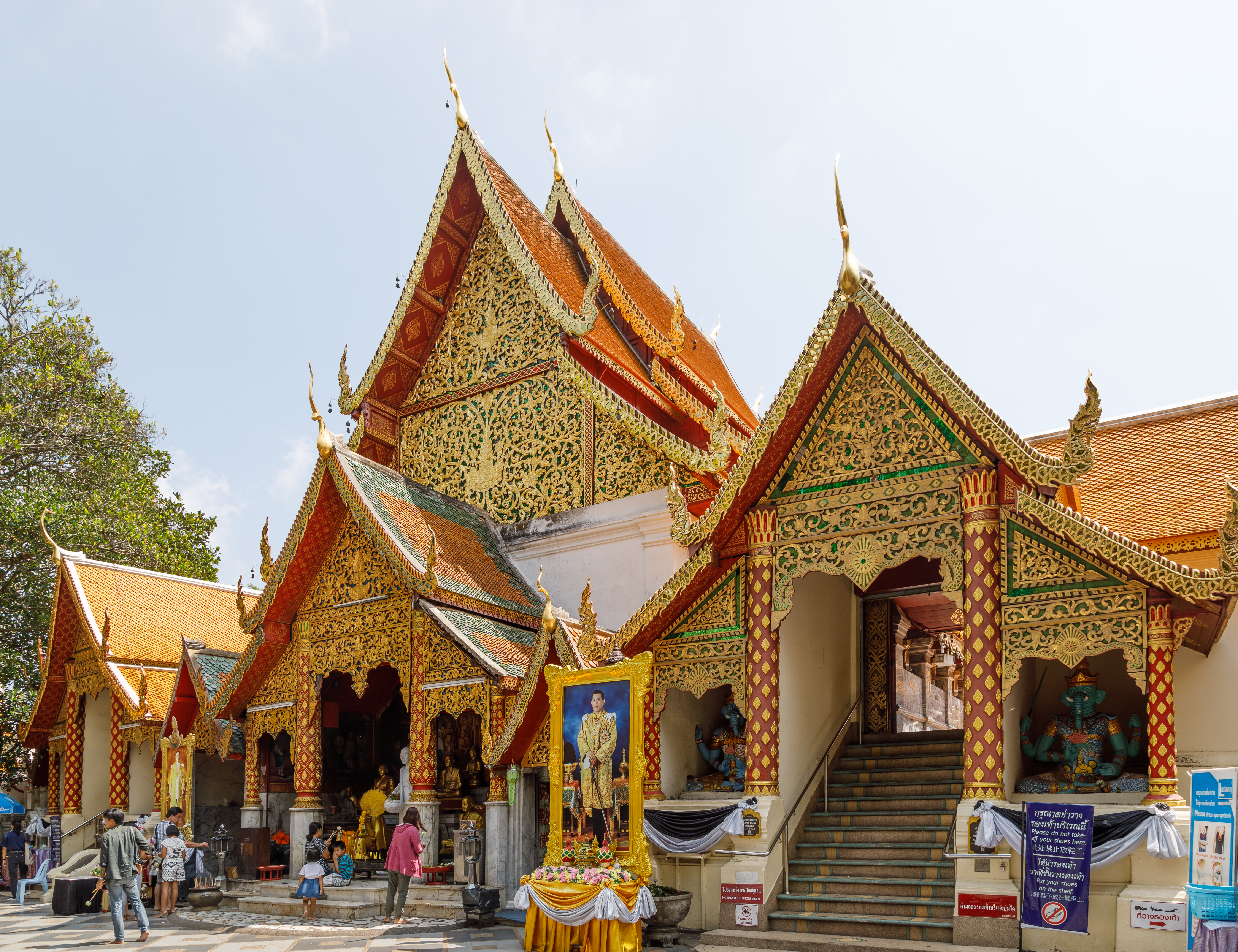
Entrée du bâtiment principal du complexe du temple.
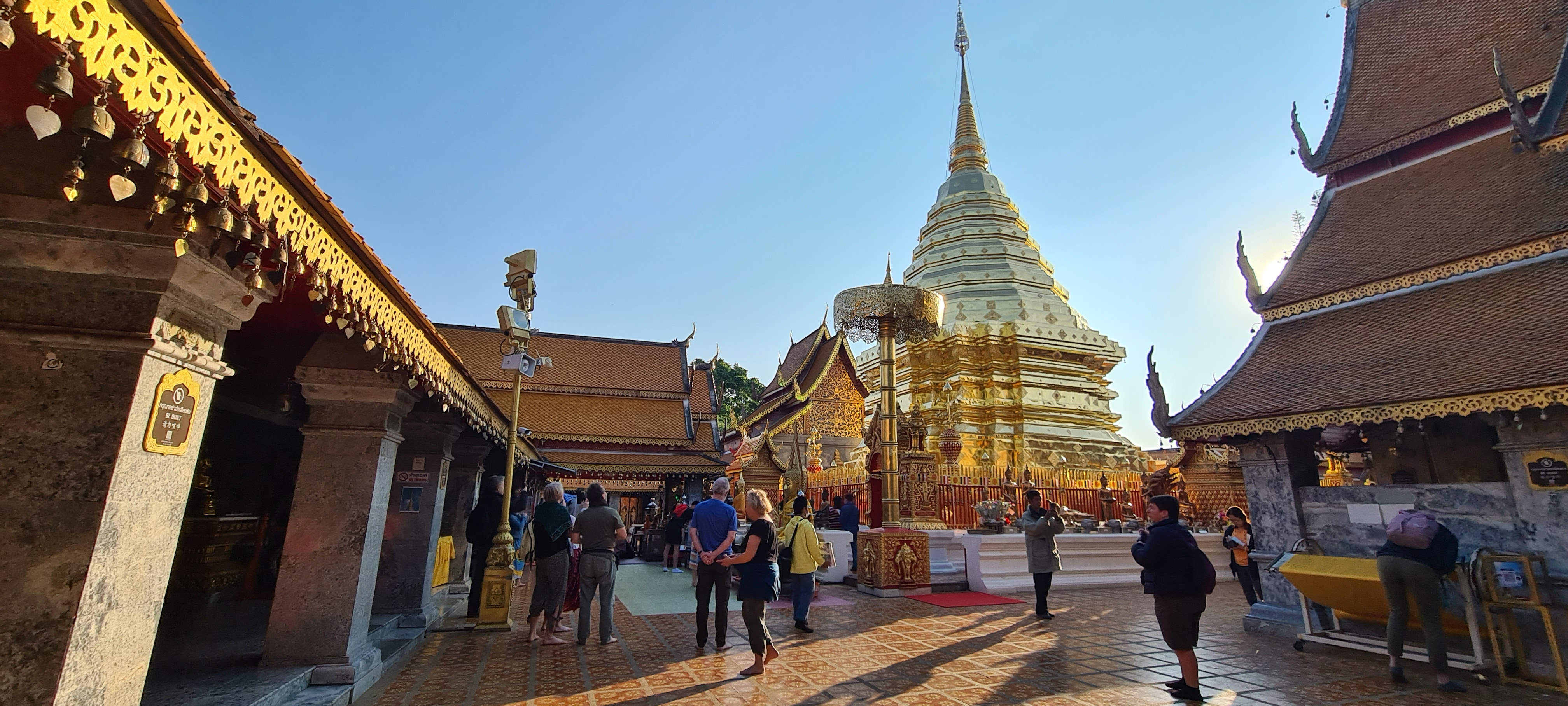
Galerie couverte et stupa (chedi) principal.
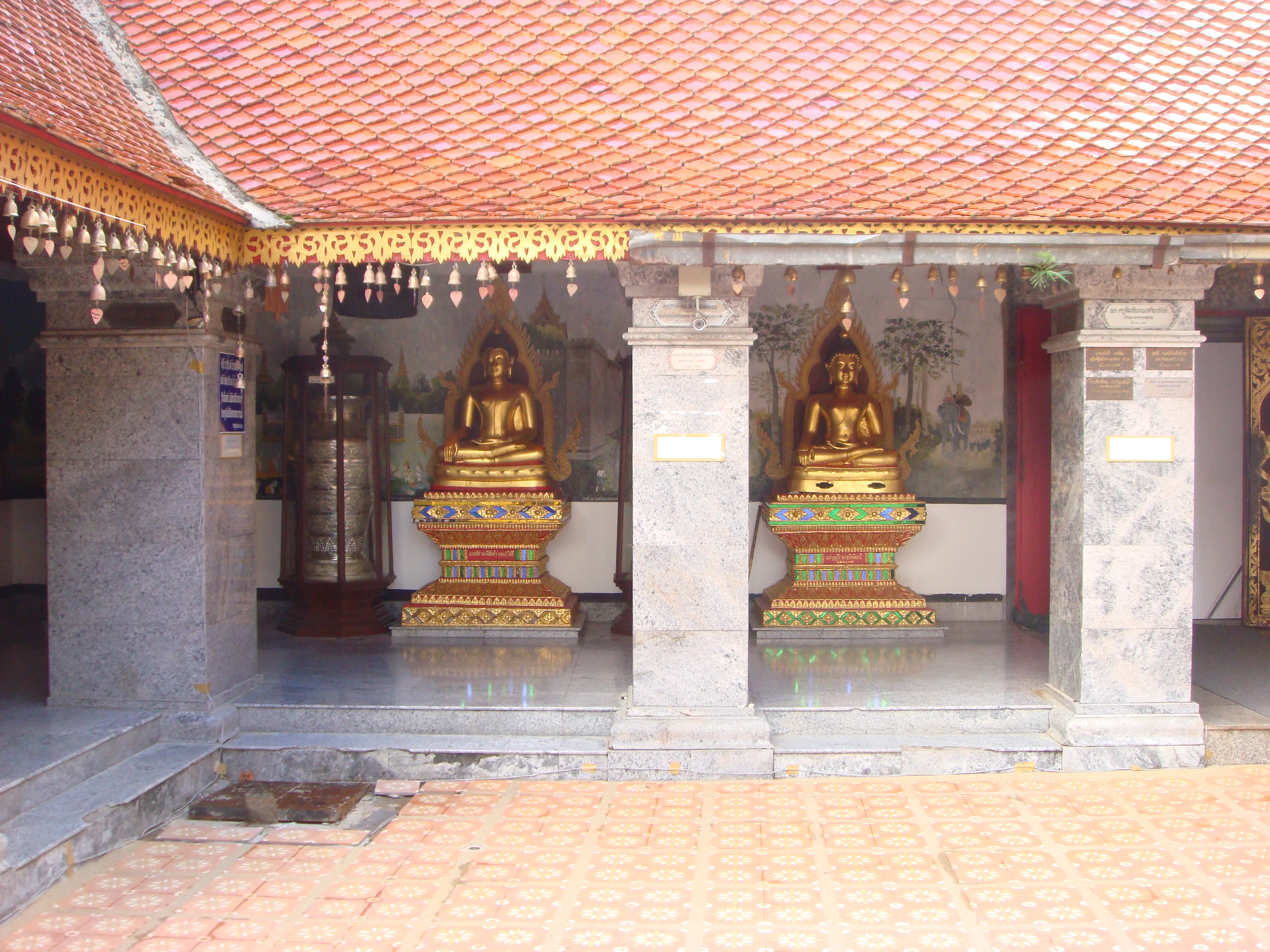
Galerie couverte avec des statues de Bouddha.
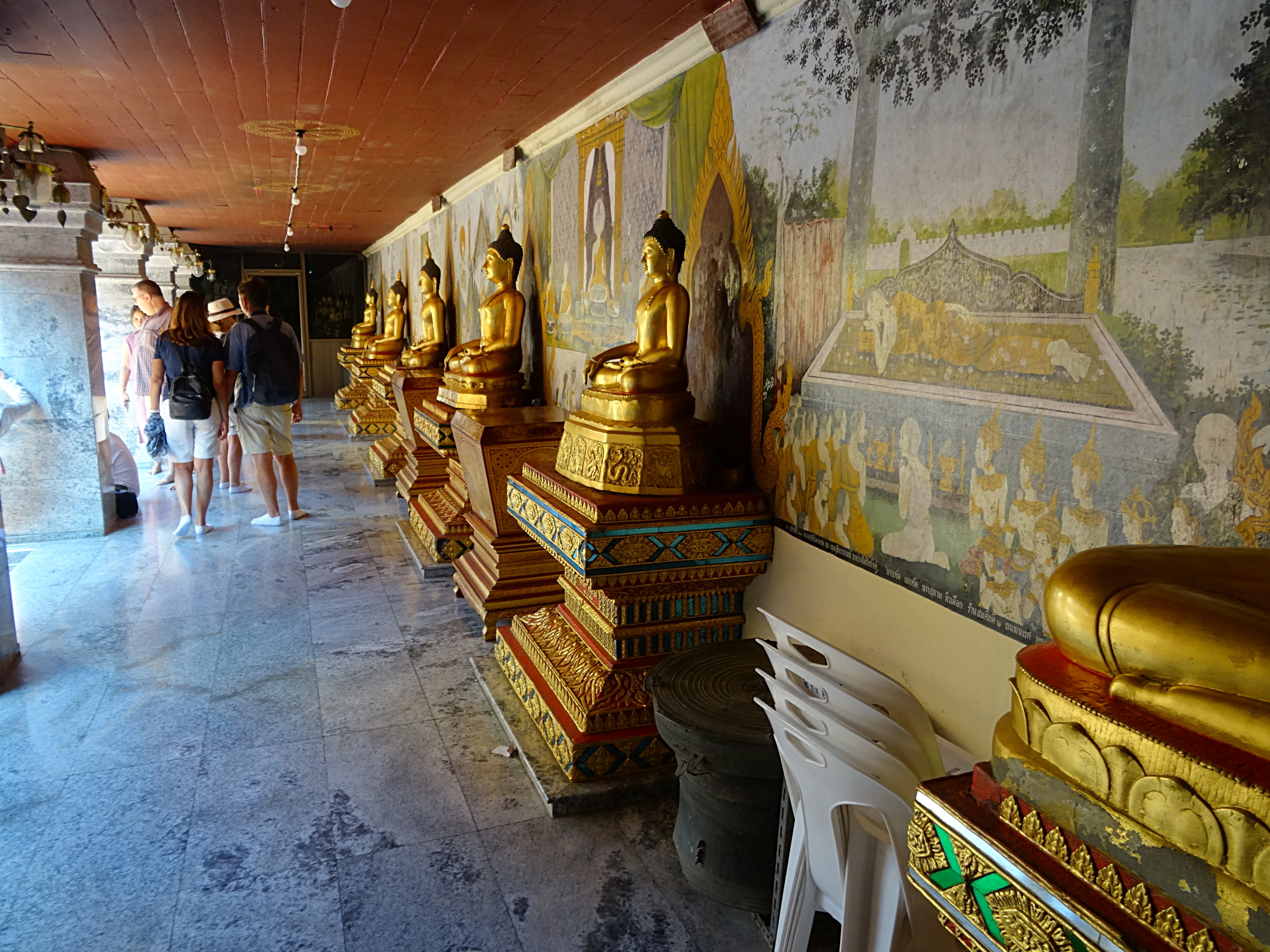
Statues de Bouddha et peintures de la galerie couverte.
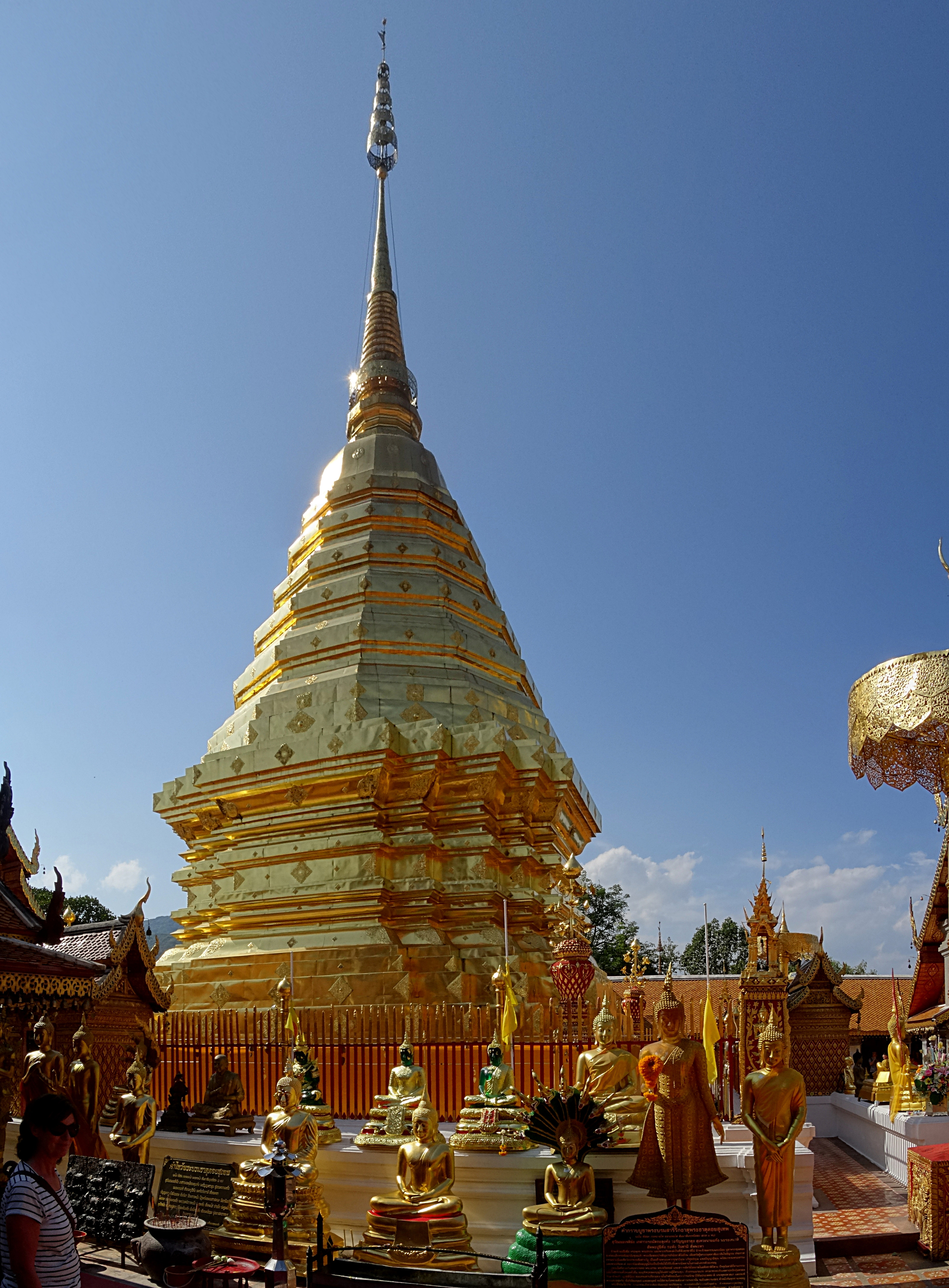
Le « Chedi d'or » de style Lan Na, au centre du temple.
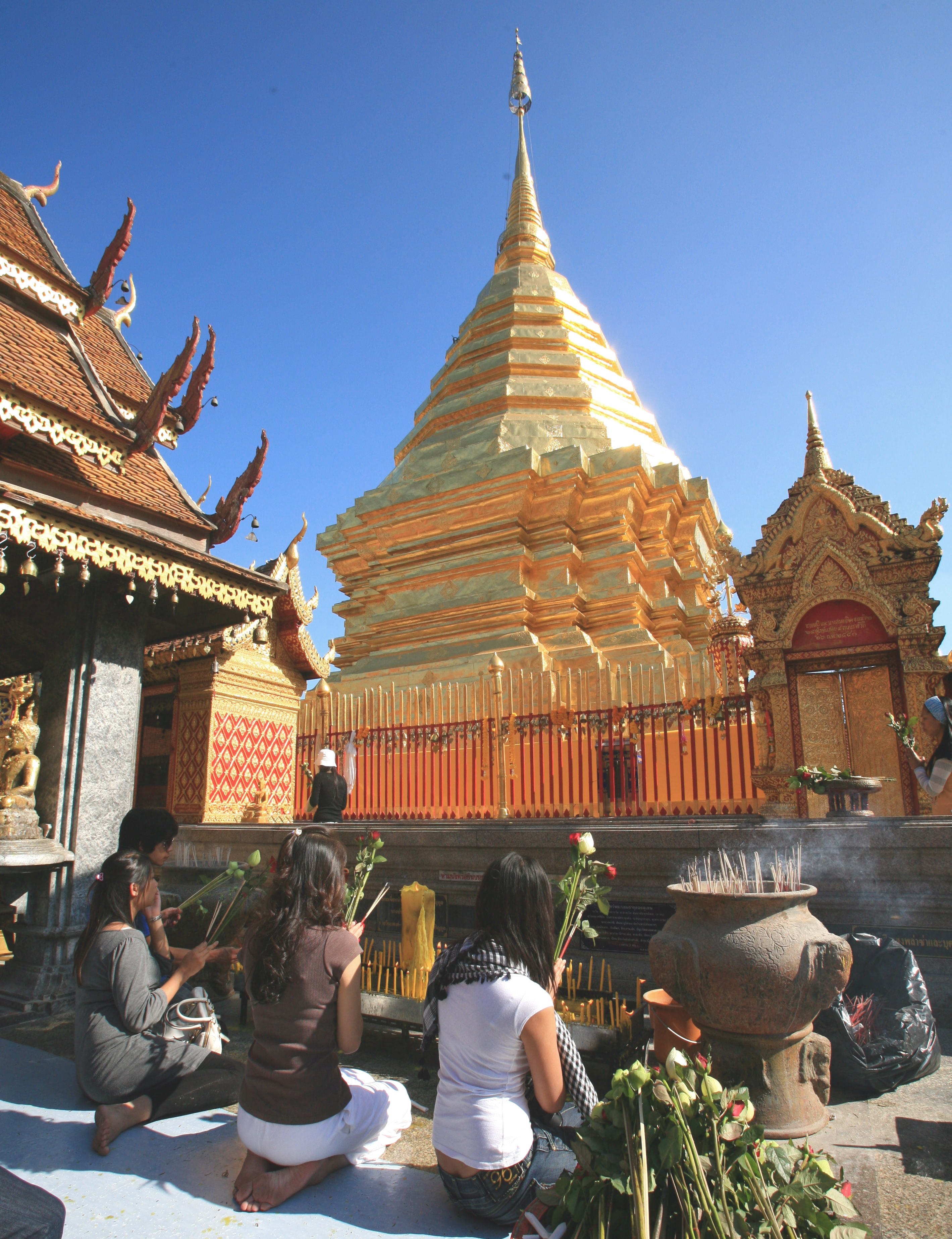
Offrandes d'encens, bougies et fleurs.
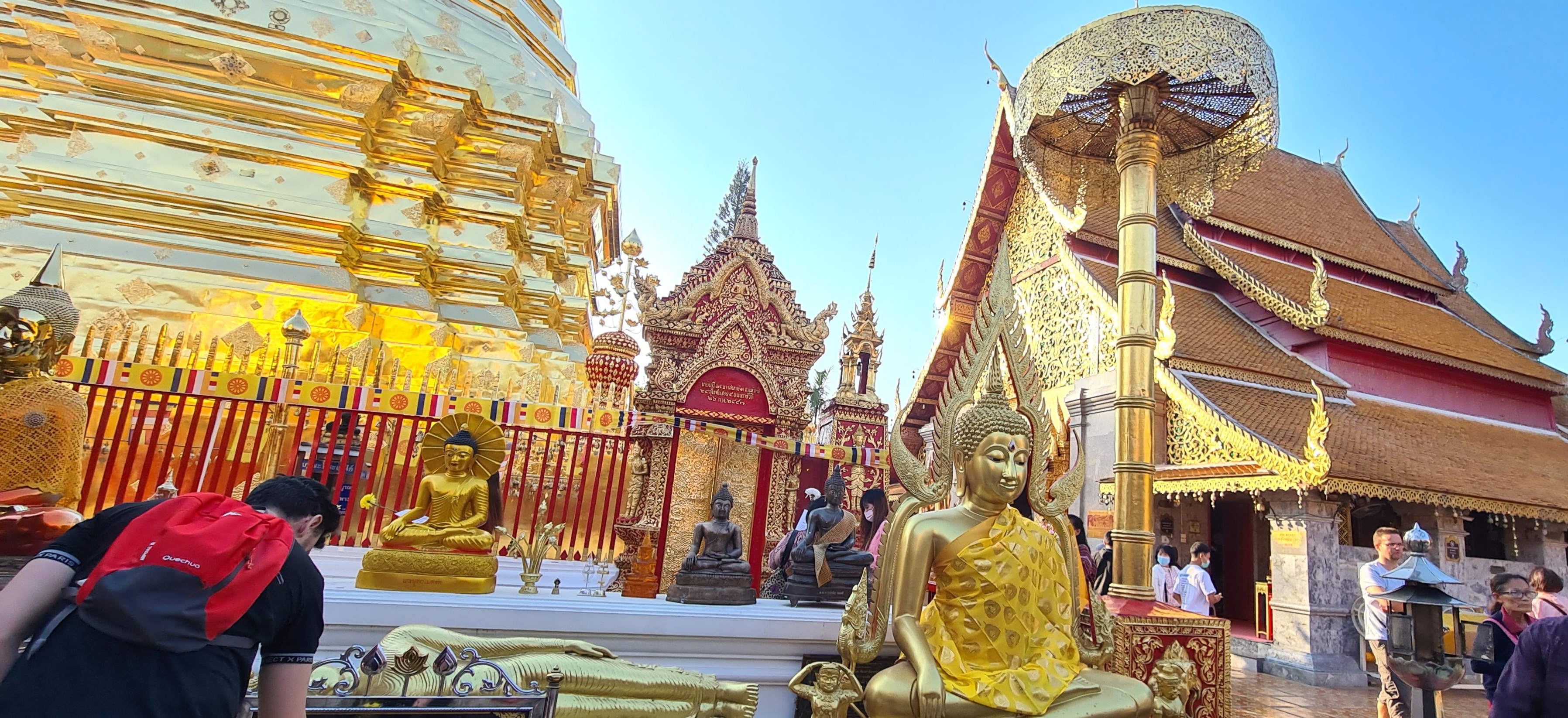
Base du chedi principal, ombrelle sacrée et Wihan principal.
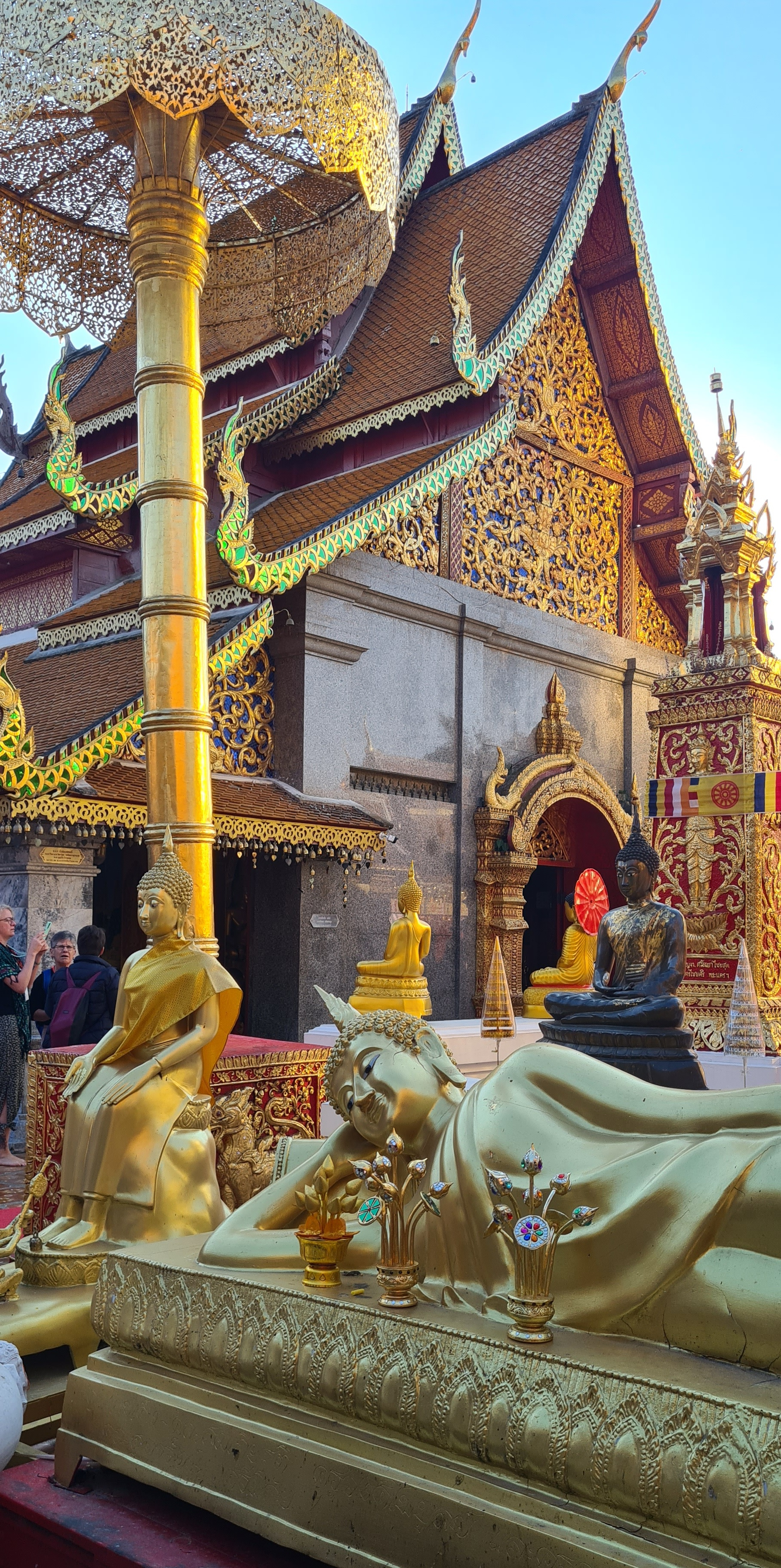
Statues de Bouddha; à l'arrière-plan, le wihan.

## Numismatique
Sur les pièces de monnaie en Thaïlande, on trouve de nos jours coté face l'effigie du souverain ; et  coté pile un temple bouddhiste.
Sur la pièce de 50 satangs en cupro-nickel, coté pile figure le temple Wat Phrathat Doi Suthep.